# 김홍파
김홍파(본명: 김홍재, 1962년 2월 9일~)은 대한민국의 배우이다.
학창 시절 오전에 4시간 수업을 하면 나머지는 운동, 그리고 극장 가는 게 일과였다고 한다. 1980년 고교 3학년 무렵 학교를 자퇴를 하고 무작정 상경하여 검정고시로 대학에 진학하였다. 극심한 어머니의 반대 속에 30살 나이로 1991년 배우로 데뷔하였다. 예명 홍파[洪(큰물 홍)波(물결 파)]는 대학시절 천경화 교수가 작명하였다.
2013년 초 《신세계》의 김 이사로 출연하였으며, 그해 여름 《더 테러 라이브》의 주진철 경찰청장으로 사람들에게 각인이 되었다.

## 출연 작품

### 영화
- 《우리 시대의 사랑》(1994) - 연습실단원 역
- 《미지왕》(1996)
- 《와니와 준하》(2001) - 영화사 사장 역
- 《1724 기방난동사건》(2008) - 반대 대신 역
- 《나는 행복합니다》(2008) - 의사 역
- 《인사동 스캔들》(2009) - 누드화 소장자 역
- 《용서는 없다》(2009) - 마을 주민 1 역
- 《베스트셀러》(2010) - 주민 1 역
- 《범죄와의 전쟁: 나쁜놈들 전성시대》(2011) - 엄실장 역
- 《박수건달》(2012) - 계파보스 2 역
- 《남쪽으로 튀어》(2012) - 김중수 역
- 《신세계》(2012) - 김이사 역
- 《더 테러 라이브》(2013) - 주진철 역
- 《고스톱 살인》(2013) - 안교수 역
- 《남자가 사랑할 때》(2014) - 건강원 박씨 역
- 《방황하는 칼날》(2014) - 구팀장 역
- 《하이프네이션: 힙합사기꾼》(2014) - 모반장 역
- 《신의 한 수》(2014) - 박정훈 역
- 《헬머니》(2014) - 지하철중년남 역 (특별출연)
- 《악인은 살아 있다》(2014) - 백동일 역
- 《암살》(2015) - 김구 역
- 《내부자들》(2015) - 오회장 역
- 《대호》(2015) - 약재상 역
- 《검사외전》(2016) - 교도소장 역
- 《널 기다리며》  (2016) - 경찰서장 역
- 《커튼콜》(2016년) - 최 대표 역
- 《원라인》  (2017) - 백 이사 역
- 《특별시민》(2017) - 김낙현 역
- 《임금님의 사건수첩》(2017) - 영의정 역
- 《보안관》(2017) - 부동산 윤 사장 역
- 《리얼》(2017) - 최낙현 역
- 《공작》(2018) - 김명수 역
- 《국가부도의 날》(2018) - 새 경제수석 역
- 《마약왕》(2018) - 백 교수 역
- 《말모이》(2019) - 조갑윤 선생 역
- 《내안의 그놈》(2019) - 한 회장 역
- 《사바하》(2019) - 교도소장 역
- 《배심원들》(2019) - 장기백 역
- 《비스트》(2019) - 차이나타운 장 사장 역
- 《천문: 하늘에 묻는다》(2019) - 이천 역
- 《남산의 부장들》(2020) - 윤태호 역
- 《서복》(2021) - 배 국장 역
- 《괴기맨숀》(2021) - 관리인 역
- 《싱크홀》(2021) - 서 국장 역
- 《니 부모 얼굴이 보고 싶다》(2022) - 박무택 역
- 《리멤버》(2022) - 서 원장 역
- 《설계자》(2024) - 주성직 역
- 《오후 네시》(2024) - 육남 역
- 《1승》(2024) - 문오성 감독 역

### 드라마
- 《낭만닥터 김사부》 (SBS, 2016년) - 여운영 역
- 《피리부는 사나이》 (tvN, 2016년) - 정태수 의원 역
- 《38사기동대》 (OCN, 2016년) - 방필규 역
- 《귓속말》 (SBS, 2017년) - 강유택 역
- 《수상한 파트너》 (SBS, 2017년) - 장무영 역
- 《나쁜 녀석들 : 악의 도시》 (OCN, 2017년) - 조영국 역
- 《미스 함무라비》 (JTBC, 2018년) - 법원장 역
- 《보이스 2》 (OCN, 2018년) - 어수열 - 풍산지방경찰청장 역
- 《특별근로감독관 조장풍》 (MBC, 2019년) - 조진철 역
- 《열혈사제》 (SBS, 2019년) - 이석윤 역 - 서울동부지검 검사장 역
- 《보좌관》 (JTBC, 2019년) - 조갑영 역
- 《청일전자 미쓰리》 (tvN, 2019년) - 조동진 역
- 《보좌관 - 세상을 움직이는 사람들 시즌2》 (JTBC, 2019년) - 조갑영 역
- 《블랙독》 (tvN, 2019년) - 변성주 역
- 《낭만닥터 김사부 2》 (SBS, 2020년) - 여운영 역
- 《형사록》 (Disney+, 2022년) - 서광수 역
- 《법쩐》 (SBS, 2023년) - 명인주 역
- 《형사록 시즌2》 (Disney+, 2023년) - 서광수 역
- 《나의 해피엔드 》(TV조선, 2023년) - 서창석 역
- 《돌풍》 (Netflix, 2024년) - 장일준 역
- 《감사합니다》 (tvN, 2024년) - 서길표 역 (특별출연)
- 《지옥에서 온 판사》 (SBS, 2024년) - 정재걸 역

## 수상
- 2021년 제40회 황금촬영상 촬영감독이 선정한 인기상